# C/1801 N1
Komet Pons ali C/1801 N1 je komet, ki ga je odkril francoski astronom Jean-Louis Pons. Odkril ga je 11. julija 1801 v Marseillu. Pravzaprav so ga odkrili: Charles Messier, Pierre-François-André Méchain, Alexis Bouvard in Jean-Louis Pons. Messier, Méchain in Bouvard pa so ga odkrili naslednjo noč.

## Značilnosti
Komet je imel parabolično tirnico. Soncu se je najbolj približal 9. avgusta 1801, ko je bil na razdalji približno 0,26 a.e. od Sonca.